# アンティサ・フビチャワ
アンティサ・フビチャワ（Antisa Khvichava、グルジア語: ანტისა ხვიჩავა、1880年7月8日? - 2012年9月30日）は、ジョージア・サメグレロ＝ゼモ・スヴァネティ州ツァレンジハ地区に在住していた世界最高齢とされる女性。存命時の主張から、没年齢は132歳とされている。存命中は当時歴代最高齢とされていたジャンヌ・カルマンより10歳も年上であるということから、現在も年齢をめぐっては論争が巻き起こっている。

## 略歴
ソ連時代のパスポート、年金手帳、公文書などの数多くの資料から、1880年7月8日にロシア帝国のサメグレロ＝ゼモ・スヴァネティ州で生まれたと記載されている。出生証明書が無いのは、ロシア帝国の崩壊直前直後の革命と内戦の時にフビチャワの出生証明書が焼け落ちてしまったからだという。
小学校4年生まで勉強し、その後は茶葉やトウモロコシなどの野菜を育て、加えて家畜の世話をしていた。夫が1949年に死去してからはほぼ1人で子供を育てていた。この子供がフビチャワが60歳とされるころに生まれたことも年齢に疑いがあることの理由の一つになっている。これらの仕事は1965年に引退した。
死去の数年前までは高齢のため寝たきりであったが、生涯健康で働きとおしてきたと語っている。子供の頃の教育が不十分であったためにグルジア語ではなく、メグレル語をよく喋っていたという。死去以前は同州のサチラ村で40歳の孫と暮らしていた。
2010年1月31日にアメリカのユーニス・サンボーンが死去すると、自身の長寿を主張するためにソ連時代に発行された書類を2枚提示したものの、結果的に認定されることはなく、ベシー・クーパーが世界最高齢と認定された。当時ベシーは114歳で、フビチャワはそれより14歳年上であることになる。同じく同時期に130歳を迎え死去した人物としてはカザフスタンのサハン・ドソヴァやブラジルのマリア・オリヴィア・ダ・シウヴァもいるが、何れも生まれた当時の資料がないために、フビチャワと同じく認定はされていない。
2012年9月30日に死去。132歳84日没。